# 채치수
아카기 다케노리(일본어: 赤木 剛憲 あかぎ たけのり[*])는 이노우에 다케히코의 만화 작품 및 그것을 원작으로 하는 애니메이션 「슬램 덩크」에 등장하는 가공의 인물. 애니메이션으로의 성우는 야나다 키요유키, 2022년 극장판의 성우는 미야케 켄타(한국-정동열(비디오판),(SBS판)이정구), 소년 시대의 성우는 오가타 메구미.

## 프로필
- 이름: 아카기 다케노리
- 한국 이름 : 채치수
- 소속: 쇼호쿠 고등학교 3학년 6반（고1 때는 1학년 1반 재적)
- 혈액형: A형
- 신장: 178cm(소학교 6학년)→193cm(고교 1년)→197cm
- 체중: 88kg(1학년)→90kg→93kg
- 생일: 5월 10일
- 등번호: 10(1학년)→8(2학년)→4→15
- 포지션: 센터(C)
- 신발: 컨버스
- 비고:가나가와 베스트 5

## 인물
쇼호쿠 농구부 주장. 기타무라 중학교 시절은 고구레와 고다이 도모카즈의 팀메이트였다. 엄격하고 기려를 좋아하는 사람. 197cm의 거인과 그 얼굴 생김새나, 사쿠라기, 또 홋타 노리오 등 쇼호쿠의 양키 학생으로조차 겁이 나는 카리스마와 플레이 스타일로부터 「골밑의 King Kong」이라는 별명을 가진다. 힘으로 덩크를 결정하는 「고릴라 덩크」나 볼을 발레의 스파이크의 요령으로 블록 하는 「하에타타키」등의 호쾌한 플레이로 팀메이트를 견인한다. 몸을 편 플레이는 팀메이트에게서는 물론, 타교의 에이스나 캡틴으로부터도 존경을 모은다. 가나가와 No. 1 플레이어의 마키가 「처음으로 존경한 적의 플레이어」이며, 센도는 「쇼호쿠는 그의 존재만으로 베스트 8만한 힘은 있다고 생각한다」라고 평가했다. 또 산노우 공업의 도오모토 감독은 「공수 양면에 있어 쇼호쿠의 최대 중요 인물」이라고 평가해, 산노우의 선수들도 「지금까지 무명인 것이 불가사의일 정도」라고 놀라고 있었다. 문제아 군단을 묶는 캡틴으로서 쇼호쿠에 있어서는 대체가 듣지 않는 정신적 중심이다. 도요타마전에서 완전하게 이긴 신경이 쓰이고 있던 사쿠라기를 후려갈겨 「일순간이라도 방심하지 말아라」라고 고함쳤다. 보통은 쿨하지만, 격앙하면 감정을 드러낸다. 하루코가 말하길, 평상시는 상냥하지만 농구와 관계되면 사람이 바뀌어, 농구를 모욕한 아마추어 사쿠라기에게 농구 승부를 도전하거나 팀메이트에게 전차 안에서 「1cm 엉덩이 올려」를 시키거나 큰 소리로 기합을 확인하거나 하는 등, 사회 상식조차 안보이게 된다. 플레이 중에는 기본적으로 적에 대해서 감정적으로 될 것은 없지만, 도요타마전에서는 적이 거듭되는 러프 플레이에 참기 힘들고 보복하러 나오는 직전이었었다. 적플레이어에 대한 긴장이나 자의식 과잉에 의해, 때때로 정신적으로 불안정하게 되어 본래의 힘을 발휘할 수 없게 되기도 한다. 산노우전에 있어도, 전국 제패나 고우다에 도착해 너무 의식해서 플레이가 산만이 되었지만, 자신이 몸을 펴 팀메이트의 재능을 발휘시켜 줄 것을 우오즈미의 메시지에 의해 깨달았다. 사쿠라기에게서는 「고릴라」라고 불리고 있다. 루가와는 캡틴, 또는 선배로 불리고 있지만 한 번 고릴라로 불러 혼났던 적이 있다. 또, 부모에게는 「강」이라고 불리고 있다. 또한 사쿠라기는 아카기가 하루코의 오빠라는 것을 알고 나서 당분간의 사이는 아첨하기 위해 「형님」이라고 부르도록 노력했지만, 곧 또 「고릴라」라고 부르게 되었다. 그 용모 때문에 타교생에게도 「고릴라」 등으로 불려 여동생 하루코조차「고릴라 오빠」라고 불리는 정도로 고릴라를 닮아있다. 덩크에도 「고릴라 덩크」라고 이름이 붙여진다. 「고릴라」취급을 당하는 것을 표면상 결코 용인 하고 있지는 않지만, 자신으로부터 「우호」라고 외치는 일도 몇 번이나 있다. 농구 부원 이외에도「주먹의 캡틴」이라고 불리는 만큼 지도는 엄격하며, 온화한 고구레와의 콤비는 「쇼호쿠 고교 농구부의 사탕과 채찍」이라고 칭해진다. 극중에서 사쿠라기의 머리를 주먹으로 때린 회수는 셀 수 없을 정도고, 그 때마다 사쿠라기의 머리에는 혹이 생겨 연기가 혹으로부터 솟아오르고 있다. 1학년 때는 드리블이나 자유투에 약했으나, 전국 제패에의 정열에 의해 만년 초전 패퇴의 약소교에 속하면서도 타교나 전문가로부터 주목을 끌 정도의 플레이어로 성장한다. 2학년 때의 료난전에서 팀의 패배가 결정적인 상황에 있어도 투지를 잃지 않고 우오즈미를 억누르는 자세가 높이 평가되었다. 최종 학년에는 마침내 강력한 팀메이트를 얻어 한층 더 재능을 개화해, 예선으로부터 도요타마전까지의 1시합 평균으로 25.3득점·12.3 리바운드·4.0 블록이라고 하는 훌륭한 숫자를 남겨, 명실 공히 현 내 넘버원 센터에 올랐다. 그 활약상은 대학계 No. 1의 명문, 후카자와 체육 대학(일본 체육 대학이 모델)의 눈에도 머물러, 실력은 대학에서도 곧바로 통용되는 센터라고 평가되어 전국 베스트 8을 조건으로 스카우트된다. IH베스트 8은 안되어 추천의 이야기는 없어져, 원래의 지망교 수험을 목표로 한다. 그 후, 단행본의 판매수가 1억권을 돌파했을 때에 발매된 잡지「Switch」의 표지에서는 아카기가 15번의 유니폼을 입고 있는 묘사가 있었다. 어쨌든 농구를 아주 좋아하고, 어릴 적부터 전국 제패의 꿈을 가지고 있어 자신의 실력도 확실히 붙여 왔지만, 팀메이트를 타고 나지 않고 파묻혀 온 일재. 그 때문에 고등학교도 강호교에 진학하지 못하고, 약소의 쇼호쿠고로 당시는 무모라고도 생각된 전국 제패의 꿈을 가져, 그 때문에 부원의 대부분이 퇴부 할 만큼 어려운 연습을 부과하는 것도, 그것은 전국 제패에의 정열이 강하기 때문에 그 정열은 결코 버리는 일은 없었다. 강력한 팀메이트를 얻어 꿈에까지 본 강호 산노우 공업과의 시합 중에는 어떤 상황에 있으려고도 승리를 단념하지 않는 팀메이트에게 무의식 중에 운다. 고구레와는 중학생 시절부터의 교제이며, 고구레도 아카기 정도의 실력은 없는 전국 제패의 꿈을 같이 해 온 친구이며, 그의 존재는 아카기에 있어서 전국 제패를 단념하지 않고 꿈꾸어 계속된 큰 것이다. 또, 1년 때 미츠이와는 라이벌 관계에 있었다. 학업은 매우 우수하고, 농구부의 낙제점조에 공부를 가르치거나 하는 모습이 그려져 있었지만, 원작 종료후의 칠판 만화에서는 은퇴 후 농구를 하고 싶다고 하는 생각 때문에 수업에 집중할 수 없거나 성적이 하강한 모습이 그려져 있다.

## 가족 구성
등장 인물 중에서는 가족구성이 뚜렷한 얼마 안되는 캐릭터이며, 자신과 부모님, 여동생 하루코의 4명이서 살고 있는 모습. 주거는 단독주택에서, 일가에서의 식사나 자주 연습, IH전의 문제아 군단의 공부 합숙, 또 후카자와 체육 대학의 가라사와 감독과 스기야마와의 면담이라고 하는 가정에서의 상황도 그려져 있다. 또, 그의 방에는 카림 압둘자바의 포스터가 붙어 있다.